# 高松英郎
高松 英郎（たかまつ ひでお、1929年〈昭和4年〉10月24日 - 2007年〈平成19年〉2月26日）は、日本の俳優。本名は武市 哲郎（たけいち てつお）。高知県長岡郡大篠村（現：南国市）生まれ。早稲田中学卒業。

## 人物・来歴
小学校教員の息子として誕生。幼少時に東京都杉並区に移り、1947年に早稲田中学卒業、鎌倉アカデミア演劇科に入学。在学中は舞踏家檜健次のもとで創作舞踊を学び、鎌倉アカデミアの講師の推薦で1951年、大映東京撮影所に「第5期ニューフェイス」として入社。
1953年に『怒れ三平』にて若尾の恋人役でスクリーンデビュー。初期は恋愛映画への出演が多かったが、徐々に悪役で持ち味を発揮。『巨人と玩具』で猛烈サラリーマン役を演じて注目を浴びた。1962年の『黒の試走車』では一癖も二癖もある自動車会社の課長役、『しとやかな獣』では欲望丸出しの人間臭い役どころを演じた。1963年『黒の報告書』を最後に大映を退社、活躍の場をテレビに移す。テレビドラマの代表作には、『柔道一直線』や『雲のじゅうたん』などがある。『雲のじゅうたん』ではテレビガイド最優秀演技者賞を受賞。
その風貌が『巨人の星』に登場する主人公の父・星一徹に似ていたことから、CMやバラエティー番組へのゲスト出演をたびたび行った。実際に高松は常日頃から寡黙で、一見すると近寄りがたい印象があったことから、悪役や頑固オヤジ役・刑事役などで真骨頂を魅せたが、逆に温和で優しく、律義な性格で、後輩への演技のアドバイスなども丁寧に行っていたという。
いつも身だしなみがきちんとしていることでも知られ、芸能人の多くは外出時には人目を避けるためにラフな恰好をするが、高松は常に背広にネクタイ姿だった。
1962年にフジテレビの『テレビ結婚式』番組内で挙式（売名行為ではない完全なる慈善結婚式で、局もちの挙式で浮いた結婚資金やスポンサーからの贈答品などをすべて恵まれない子どものための施設に寄付した）。夫人は元モデルで二女をもうけた（長女は1980年代後半にモデル活動をしていた）。
2007年2月26日朝、神奈川県内の自宅で心筋梗塞のため死去。前日までドラマのロケで茨城県鹿嶋市にいたが、顔色が悪く、その日の収録を終えると「気分が悪いので一旦帰宅したい」と述べ、同夜の高速バスで帰京し自宅には深夜過ぎに戻って入浴後に就寝した。翌日早朝に寝室で息絶えていたのを夫人が発見した。77歳没。
元々糖尿病の既往症があり、30年にわたって毎朝血糖値を測り、自らインスリンを注射していた。晩年は飲み薬が手放せない状態だったというが、事情を知らない者がそんなことは想像もできないほど仕事熱心だった。

## 出演

### テレビドラマ
- 百万人の劇場 第5回「にごりえ」（1960年、フジテレビ）
- 七人の刑事（1961年、TBS） - 鷹山刑事
- 近鉄金曜劇場 / 砂の器（1962年、朝日放送） - 今西栄太郎
- 風来物語（1964年 - 1965年、NET）
- 土曜と月曜の間（1964年、TBS）
- 共犯者（1964年、日本テレビ）
- 乗っていたのは二十七人（1965年、NET）
- 午後の微笑（1966年、東海テレビ）
- 松本清張シリーズ「地方紙を買う女」（1966年、関西テレビ） - 保三
- 三匹の侍（フジテレビ）
  - 第4シリーズ 第4話「麝香丸の亡霊」（1966年） - 呂宋作十郎
  - 第6シリーズ 第2話「噛ませ犬」（1968年） - 溝呂木監物
- 太郎　(1966年-1967年、NHK総合) - 早坂営業統括部長
- とぼけた奴ら（1967年、NET）
- ザ・ガードマン（TBS）
  - 第175話「悪女が目をさます旅」（1968年）
  - 第179話「殺し屋の来た島」（1968年）
  - 第202話「荒野の大悪党」（1969年）
- ポーラテレビ小説（TBS）
  - 三人の母（1968年 - 1969年） - 鈴木米吉
  - さかなちゃん（1976年 - 1977年） - 倉田圭造
- 柔道一直線（1969年 - 1971年、TBS） - 車周作
- 大河ドラマ（NHK総合）
  - 天と地と（1969年） - 金津新兵衛
  - 元禄太平記（1975年） - 堀内源太左衛門
  - 八代将軍吉宗（1995年） - 前田綱紀
  - 秀吉（1996年） - 林佐渡守
- ゴールドアイ（1970年、日本テレビ） - 高井英一
- 男は度胸（1970年、NHK総合）
- おらんだ左近事件帖（1971年 - 1972年、フジテレビ） - 成瀬隼人正
- 大忠臣蔵（1971年、NET） - 加倉井林蔵
- ナショナル劇場（TBS）
  - 大岡越前（C.A.L）
    - 第2部 第16話「朝顔」（1971年8月30日） - 早瀬半兵衛
    - 第3部 第1話（1972年6月12日） - 池田良助
    - 第4部 - 伊東洪庵 
      - 第11話「かわうそ仁術」（1974年12月16日）
      - 第21話「情は人のためならず」（1975年2月24日）

    - 第6部 第6話「死を占った女」（1982年4月12日） - 平作
    - 第11部 第20話「見合いの相手は殺人鬼」（1990年9月3日） - 仁平

  - 水戸黄門（C.A.L）
    - 第14部 第20話「仇を討たれに来た男 -新発田-」（1984年3月12日） - 田島惣兵衛
    - 第15部 第19話「父娘救った主君の鎧 -備中松山-」（1985年6月3日） - 大西伝兵ヱ
    - 第16部 第32話「剣が知ってた暗殺の罠 -仙台-」（1986年12月1日） - 柴田玄斉
    - 第17部 第3話「炎に浮かぶ凶賊の罠 -甲府-」（1987年9月14日） - 青谷弘斉
    - 第19部 - 第25部（1989年 - 1996年） - 2代目山野辺兵庫
- 変身忍者 嵐（1972年、毎日放送）第1話「猛襲!!怪魚忍者毒うつぼ」 - 谷の鬼十
- 鬼平犯科帳 第2シリーズ 第15話「下段の剣」（1972年、NET / 東宝） - 松岡重兵衛
- 連続テレビ小説（NHK総合）
  - 藍より青く（1972年）
  - 雲のじゅうたん（1976年）
  - マー姉ちゃん（1979年）
  - 虹を織る（1980年）
  - すずらん（1999年）
- 二人の素浪人 第3話「居合い斬り宿場の嵐」（1972年、フジテレビ / 東映） - 三枝伊織
- 必殺仕置人（1973年、朝日放送） - 天神の小六
- 白い滑走路（1974年、TBS）
- さよならの夏（1976年、読売テレビ）
- 非情のライセンス 第2シリーズ 第68話「兇悪の声」（1976年、NET）
- いごこち満点（1976年、TBS） - 青山俊郎
- 刑事物語・星空に撃て!（1976年、フジテレビ） - 松井巌
- 男たちの旅路 第3部 第2話「墓場の島」（1977年、NHK総合）
- 新選組始末記（1977年、TBS） - 芹沢鴨
- 銀河テレビ小説（NHK総合）
  - 幸福の設計（1978年）
  - パパ スカートはいてよ（1983年）
  - お入学（1987年） - 長谷道太
- 若さま侍捕物帳 第9話「参上!! 夜桜お吉」（1978年、テレビ朝日 / 国際放映 / 前進座）
- 不毛地帯（1979年、毎日放送） - 里井達也
- 雲霧仁左衛門（1979年、関西テレビ / 松竹） - 山田藤兵衛
- 将軍 SHŌGUN（1980年、NBC・パラマウント） - 文太郎
- 熱中時代 教師編II 第25話「熱中先生 真剣勝負」（1980年、日本テレビ） - 田崎哲之進
- 鬼平犯科帳 (萬屋錦之介)（1980年、テレビ朝日） - 佐嶋忠介
- いのち燃ゆ（1981年、NHK総合） - 岡田主馬
- 関ヶ原（1981年、TBS） - 本多忠勝
- 大江戸桜吹雪、八千両の舞（1981年、日本テレビ）
- 時代劇スペシャル（フジテレビ）
  - おんな霧隠才蔵（1982年)
  - 密偵（1983年） - 富田助五郎
- せーの!（1982年、日本テレビ） - 橘剣道
- 獄医立花登手控え（1982年） - 小牧玄庵
- 土曜ワイド劇場（テレビ朝日）
  - 山口線「貴婦人号」SL殺人トリック 哀しい汽笛が津和野に響く（1982年）
  - 牟田刑事官事件ファイル 第3作「見合い旅行殺人事件」（1985年6月8日） - マンション管理人・井上
  - 美人秘書殺し（1990年）
  - 温泉若おかみの殺人推理4（1996年） - 一ノ瀬浩太郎
  - おばはん刑事!流石姫子3（1999年） - 進藤正雄
  - 京都マル秘仕置帖（1999年、朝日放送）
  - 火の粉（2005年、朝日放送） - 関孝之介弁護士
- 特捜最前線（テレビ朝日） - 吉野周吉 
  - 第334話「東京犯罪ガイド!」（1983年）
  - 第434話「悪女からのプレゼント!」（1985年）
  - 第435話「特命課・吉野刑事の殉職!」（1985年）
- 長七郎江戸日記（1983年、日本テレビ）第3話「風流山王祭」 - 彦右衛門、鎌治郎
- 影の軍団IV 第16話「女忍者、最後の涙」（1985年、関西テレビ） - 井上孤舟
- 太陽にほえろ! 第648話「検視官ドック」（1985年、日本テレビ） - 小西検視官
- のン姉ちゃん・200W（1985年、日本テレビ） - 秋葉太一郎
- 火曜サスペンス劇場（日本テレビ）
  - 娘よ! 父は走る（1986年） - 刑事
  - 1986年六月の花嫁シリーズ3 ウエディングベル（1986年）
  - 電話の向こうに誰がいる?（1990年、IVSテレビ制作）
  - 女検事・霞夕子8・死なれては困る（1991年）
  - 取調室5 故郷で死にたかった…愛妻殺し容疑の実業家に県警本部が挑んだ十二日間（1996年12月10日） - 福富金次郎（水産加工会社経営）
  - 当番弁護士（1998年） - 裁判官
  - 妻たちの戦争（2000年） - 栗山恭助
  - 屋形船の女1（2003年） - 竹田正隆
- 暴れん坊将軍II 第161話「暗殺計画、手引きは御生母!?」（1986年、テレビ朝日 / 東映） - 小谷右近
- 京都かるがも病院（1987年、テレビ朝日）第20話「死線をのり越えて」
- 京都サスペンス「緋色の記憶」（1987年、関西テレビ）
- 男が泣かない夜はない（1987年、フジテレビ） - 安田宗男
- かけおち通り（1988年、TBS） - 矢吹寛治
- 月曜・女のサスペンス 夏樹静子トラベルサスペンス「青函特急から消えた男 仙台・青森・札幌 女ふたり連続殺人行」（1988年、テレビ東京系） - 黒坂弁護士
- 華の嵐（1988年、東海テレビ） - 朝倉景清
- 年末時代劇スペシャル「五稜郭」（1988年、日本テレビ） - 永井尚志
- 松本清張サスペンス「拐帯行」（1988年9月19日、関西テレビ）
- 詩城の旅びと（1989年10月 - 11月、NHK総合） - 大原編集局長
- びんた（1990年1月 - 3月、TBS） - 赤木四郎
- 直木賞作家サスペンス「隅田川セレナーデ」（1990年3月、関西テレビ / G・カンパニー）
- トップスチュワーデス物語（1990年4月 - 6月、TBS）
- 時代劇スペシャル「銭形平次」（1990年、フジテレビ） - 鳴海屋
- 代表取締役刑事（1990年10月 - 1991年9月、テレビ朝日） - 岩田利夫
- 金曜ドラマシアター「昭和16年の敗戦」（1991年12月6日、フジテレビ） - 東條英機
- TBS大型時代劇スペシャル「平清盛」（1992年1月1日、TBS） - 源為義
- 熱き瞳に（1992年1月 - 4月 東海テレビ）
- ドラマ30
  - いのちの現場から（1992年4月 - 5月、毎日放送）- 真田真一郎
  - いのちの現場からII （1994年2月- 3月、毎日放送）- 真田真一郎
- 裏刑事-URADEKA-（1992年4月14日 - 1992年6月30日、朝日放送）
- 社長になった若大将（1992年、TBS）
- 鬼平犯科帳 第3シリーズ 第17話「忠吾なみだ雨」（1992年、フジテレビ / 松竹） - 鈴鹿の又兵衛
- 愛情物語（1992年4月 - 9月、読売テレビ / 吉本興業） - 水島隆造
- 銭形平次 第2シリーズ 第15話「封印の罠」（1992年、フジテレビ） - 石田清左衛門
- 春のかがり火〜箕輪城・戦国の日々〜（1993年3月28日、群馬テレビ）
- さすらい刑事旅情編V 第17話「疑惑! ストリッパーと密会した刑事」（1993年、テレビ朝日）
- ララバイ刑事'93 第11話「売春!! 墜ちたキャリアウーマンの謎」（1993年、テレビ朝日）
- 夏子の酒（1994年、フジテレビ）
- 殿さま風来坊隠れ旅 第13話「魔人の山! 黄金の裸女」（1994年、テレビ朝日）
- 寝たふりしてる男たち（1995年、読売テレビ）
- 痛快・三匹が斬る! 第18話「千石どり、裸踊りも厭やせぬ」（1995年、テレビ朝日） - 緒方平左衛門
- 超光戦士シャンゼリオン 第37話「嵐の前のバケタケ」（1996年、テレビ東京） - 総理大臣
- 月曜ドラマスペシャル（TBS）
  - 弁護士芸者のお座敷事件簿2（1998年）
  - 十津川警部シリーズ15・尾道・倉敷殺人ルート（1998年） - 船木三郎
- 風の行方（1999年、東海テレビ） - 大庭丈太郎
- 月下の棋士（2000年、テレビ朝日） - 御神三吉
- スタアの恋（2001年、フジテレビ）
- リモート 第8話（2002年、日本テレビ） - 穴吹
- すずがくれた音（2004年、TBS） - 竹之内和雄
- 新・京都迷宮案内2 第7シリーズ 第3話（2004年） - 川地 達夫
- 浅見光彦シリーズ（TBS）
  - 第10作「隠岐伝説殺人事件」（1998年）
  - 第20作「崇徳伝説殺人事件」（2005年）
- 救命病棟24時 シーズン3（2005年 フジテレビ） - 加賀裕樹の父
- 火垂るの墓（2005年、日本テレビ） - 米屋の親父
- みこん六姉妹（2006年、CBCテレビ）-大藪保の父親・建造
- 地獄少女（2006年、日本テレビ）
- 正月時代劇「堀部安兵衛」（2007年、NHK総合） - 堀部弥兵衛

### 映画
- 馬賊芸者（1954年）
- 月よりの使者（1954年） - 池内医師
- 薔薇いくたびか（1955年） - 技師
- スタジオはてんやわんや（1957年） - 本人
- 真昼の対決（1957年） - 田代
- 巨人と玩具（1958年） - 合田竜次
- 白鷺（1958年） - 巽与吉（カンヌ国際映画祭特別表彰受賞作品）
- 共犯者（1958年） - 町田武治
- 若き日の信長（1959年） - 林美作守
- 桜田門 (1961)
- 風神雷神 (1962年）
- 黒の試走車（1962年） - 小野田透
- 黒の報告書（1963年） - 草間検事
- しとやかな獣（1963年） - 香取一郎
- 巨人 大隈重信（1963年） - 山県有朋
- 暗黒街No.1(1963年）
- 殺人者を消せ (1964年)
- 殺られる前に殺れ (1964年)
- 無頼漢仁義 (1965年)
- 神火101　殺しの用心棒 (1966年)
- 893愚連隊 (1966年)
- 密告 (たれこみ)（1969年）
- 雲霧仁左衛門 (1978年)
- ええじゃないか (1981年) - 小出大和守
- 次郎物語 (1987年)
- ラストエンペラー（1987年） - 菱刈隆
- 226（1989年） - 山下奉文
- 社葬（1989年） - 岡部憲介
- 民暴の帝王（1993年） - 秋田雅司
- 修羅がゆく2 戦争勃発（1996年） - 大浜一家総長 大浜常吉
- ぼくは勉強ができない（1996年） - 時田隆一郎
- お墓がない!（1998年） - サインを頼む組長
- 大怪獣東京に現わる（1998年） - 大沢彦二郎（元原子力発電所反対活動家）
- 制覇（1999年、大映） - 都城組組長 都城薫
- サトラレ（2001年） - 田崎修
- 修羅の群れ（2002年） - 堀井一家三代目総長 加東伝三郎
- 黄泉がえり（2003年） - 津田春雄
- ロード88 出会い路、四国へ（2004年） - 伴野寅雄
- 猿飛佐助　闇の軍団 (2004)
- チー公大作戦　メダカを救え！村長選挙 (2010年)[4]

### Vシネマ
- 新書ワル Vol.3 激情篇（1993年）
- 渡世無頼（1995年） - 侠英連合会総長 早明浦
- 首領への道 シリーズ（1998年） - 三田村組組長 三田村常吉
- ケンカ包丁 義（2000年、東映ビデオ） - 関西料理人協会会長
- 雀狼伝2,3（2000年） - 安藤満の父
- 実録・竹中正久の生涯 荒らぶる獅子（2003年） - 山賀組 三代目組長 田城正雄
- 新・日本の首領（2005年） - 民自党総裁 岸田信太郎

### 吹き替え
- ハワイアン・アイ（TBS） - アンソニー・アイズリー

### バラエティ
- ゲーム ホントにホント?（NHK総合）

### CM
- 日本酒・吉乃川（1970年代）
- NTT「DENPO 115」※長女と共演。